# Ah, più tremar non voglio
Ah, più tremar non voglio (K 71 - K6 71) è un'aria composta da Wolfgang Amadeus Mozart tra la fine del 1769 e l'inizio del 1770.

## Descrizione
Di quest'aria è rimasto solo un frammento di 48 battute, contenente l'inizio di un Allegro in 4/4 in Fa maggiore.

## Testo
Il testo dell'aria è tratto dal Demofoonte di Pietro Metastasio.
Matusio teme che Dircea, da tutti ritenuta sua figlia, venga scelta quale vergine da sacrificare ad Apollo.
(Pietro Metastasio, Demofoonte, I, 1)